# Эпстайн, Брайан
Бра́йан Сэ́мюэл Эпста́йн, в традиционной орфографии – Эпште́йн (англ. Brian Samuel Epstein, 19 сентября 1934, Ливерпуль, Великобритания — 27 августа 1967, Лондон, Великобритания) — менеджер группы «Битлз» с 1962 по 1967, способствовавший их коммерческому успеху, главным образом в Великобритании и США.

## Биография

### Юность
Брайан Эпстайн родился в Ливерпуле 19 сентября 1934 года в обеспеченной еврейской семье. Основы благополучия семьи Эпстайнов заложил дед Брайана Айзек Эпстайн, открывший мебельный магазин «Эпстайн и сыновья».
В детстве Брайан не любил учиться, не любил спорт и с трудом заводил знакомства. В десять лет он был несколько раз исключён из школы. В тринадцать лет Эпстайн не сдал вступительные экзамены, необходимые для поступления в частную школу. Родители зачислили его в школу Вест-Кантри, куда принимали всех желающих. 
Осенью 1948 года по настоянию отца Брайан сменил место учёбы. Отец добился зачисления сына в частный колледж Рекин. Для мальчика это было большой проблемой: он только привык к новой школе, где проявил успехи в живописи и обзавёлся друзьями. Постепенно Брайан приспособился и к новой школе. Он рисовал лучше всех в классе, он хотел стать дизайнером-модельером, но его отец не считал эту профессию достойной мужчины. Брайан ушёл из школы перед шестнадцатилетием, не получив аттестата.
После школы Эпстайн работал в мебельном магазине, принадлежавшем семье. 9 декабря Брайана призвали в армию. Если школу он не любил, то армию ненавидел. Он постоянно нарушал субординацию и был не способен выполнить простейшее поручение. Через десять месяцев после призыва медицинская комиссия заключила, что Брайан не пригоден к военной службе. Армия сильно подорвала его душевное здоровье.
Вернувшись домой, Эпстайн работал в магазине отца, он увлекался театром. Подговариваемый друзьями, Брайан решил поступить в Королевскую академию драматического искусства. Поступив без особых затруднений, Брайан проучился три семестра, прежде чем покинул это богемное место. Ему не нравилась та атмосфера, которая царила в академии.
Желая прославиться, Брайан уговорил отца открыть магазин грампластинок, а вскоре после этого — и второй. Благодаря энтузиазму Брайана оба магазина процветали. Эпстайн был одержим идеей, чтобы в его магазине можно было найти любую пластинку и очень гордился своей коллекцией, в которой можно было найти самые дефицитные записи.

### Брайан и «The Beatles»
Когда в одном из магазинов Эпстайнов несколько человек спросили пластинку The Beatles, Брайан был весьма удивлён, потому что ничего о них не слышал. 9 ноября 1961 года Брайан Эпстайн побывал на концерте в клубе «Каверн», где впервые услышал группу The Beatles. В автобиографии Брайан напишет:
Потом вышли Битлз, и я впервые увидел их воочию. Весьма неопрятные и не очень чистые. Исполняя песни, парни курили, ели, разговаривали и в шутку обменивались тумаками. Они поворачивались к публике спиной, переругивались с посетителями клуба и смеялись над собственными шутками. Но они, совершенно очевидно, вызывали колоссальное возбуждение. Казалось от них исходит какой-то магнетизм. Я был покорён.
Брайан мало подходил на роль менеджера «The Beatles». У него совсем не было опыта в музыкальном бизнесе. К тому же он был совсем не похож на ребят из группы. Однако после нескольких встреч парни согласились. Став менеджером «The Beatles», Брайан начал заниматься самой важной неотложной задачей — создавал сценический образ, приучал их к дисциплине, работал над их внешним видом, учил подавать свою музыку.
Активно используя свою репутацию владельца «лучшего магазина грампластинок на севере Англии», Брайан смог договориться о записи первого альбома «The Beatles» в студии EMI. Благодаря Эпстайну мир увидел «легендарную ливерпульскую четвёрку».

### Последние годы жизни
После решения «The Beatles» прекратить гастроли Эпстайн подвёл итог целой главе в своей жизни. Он не собирался сворачивать свою деятельность. Компания Брайана «NEMS Enterprises» превратилась в огромную организацию, которая работала со многими известными музыкантами своего времени. Фирма проявляла интерес к недвижимости, приобрела театр «Сивилл» и продолжала расширять свою деятельность в области менеджмента.
Эпстайн в последние 2 года жизни страдал бессонницей. 27 августа 1967 года скончался от передозировки снотворного (карбитрала). Похоронен на ливерпульском кладбище «Long Lane». Смерть Эпстайна называют одной из причин последовавшего несколькими годами позже распада The Beatles.

## Личная жизнь
Эпстайн являлся закрытым геем. До его смерти было известно о его гомосексуальности только среди родных и близких ему людей.